# Christopher Lenz
Christopher Lenz (ur. 22 września 1994 w Berlinie) – niemiecki piłkarz występujący na pozycji obrońcy w niemieckim klubie Eintracht Frankfurt. Wychowanek Herthy BSC, w trakcie swojej kariery grał także w takich zespołach, jak Borussia Mönchengladbach II, Union Berlin oraz Holstein Kiel. Młodzieżowy reprezentant Niemiec.